# Sønderbro (bro)
 For alternative betydninger, se Sønderbro. (Se også artikler, som begynder med Sønderbro)
Sønderbro er en fredet stenbro over Kolding Å og er beliggende i Søndergade, der ligger centralt i Kolding. Søndergade, der går over broen, har siden middelalderen og helt frem til 1943, været Koldings hovedfærdselsåre. Den nuværende grundkonstruktion er lavet af granitkvadre og blev indviet november 1807.

## Historie
Sønderbro og Søndergade var hovedfærdselsåre mellem Danmark og Hertugdømmet Slesvig. Fra slutningen af 1400-tallet kunne kvæg til Slesvig, kun fortoldes i Kolding og Ribe, men den store trafik af heste og kvæg, sled meget på de første broer der alle var lavet af træ. Indtægten, fra tolden var betydningsfuld for kongen og i folkemunde kaldte man Sønderbro et "sølvbjerg" for kongen. Ved siden af broen fandtes Sønderport, en af byens to byporte. Her var der under pesten i 1625 opstillet pestvagter. Sønderbro og Sønderport er afbilledet på et kort, helt tilbage fra 1598.
Broen var i de første mange århundreder konstrueret af træ, men grundet stigende trafik, og vejforordningen fra 1793, der krævede udhugne sten som materiale på hovedlandevejene, blev der besluttet, at den gamle træbro, måtte erstattes med en ny og bedre bro. Generalvejkommisionen blev forespurgt flere gange og d. 25. april 1806 forelå den kongelige resolution. Budget var skønnet til ca. 14.000 rdl. Det blev major V. Heyde, den næstkommanderende ved vejvæsenet, som havde hovedansvaret for brobygningsarbejdet i Kolding, og løjtnant H. J. Hoskier, som fik den daglige ledelse. Der blev oprettet 2 dæmninger der ledte Kolding Å udenom broen og arbejdet. 100 mand arbejdede dagligt på broen og det tog ca. 1 år at færdiggøre den. Den nye bro blev lavet af granitkvadre og var færdig i november 1807. Det blev fejret med et bal og fest under broen. Budgettet blev dog overskredet og broen kom til at koste 26.300 rdl.
Jernbanen, der løb på tværs af Søndergade, blev løftet over gadeniveau og derved blev ført hen over Søndergade i 1939. Da den nærliggende Bredgade var færdig i 1943, blev trafikken i Søndergade og over broen lukket af. Bredgade, der ligger paralelt med Søndergade overtog denne trafik. I 1984-1985 blev der på nærliggende Sønder Torv opført et lille butikscenter og da førte man den gamle bro tilbage til sit oprindelige udseende fra 1808. I dag er Sønderbro, Søndergade og Sønder torv er en del af gågadesystemet i Kolding.